# خريستوفوروس زوغرافوس
خريستوفوروس زوغرافوس (بالإنجليزية: Christoforos Zografos)‏ (مواليد 24 مارس 1969 في أثينا) حكم كرة قدم يوناني . قرر الاتحاد الدولي لكرة القدم اعتماده حكما دوليا في سنة 2004 .

## وصلات خارجية
- خريستوفوروس زوغرافوس على موقع Soccerway.com (الإنجليزية)